# Слава (фильм, 1980)
«Слава» (англ. Fame) — музыкальная драма 1980 года режиссёра Алана Паркера. Фильм получил две премии «Оскар». В 2009 году был снят ремейк фильма, который вышел в прокат 25 сентября того же года.

## Сюжет
В основе сюжета лежат события, которые разворачиваются в нью-йоркской школе исполнительского искусства, где талантливые подростки проходят обучение на пути к славе. Главные герои фильма — начинающая певица Коко Эрнандес, будущие актеры Монтгомери Макнейл и Ральф Гарси, танцор Лерой Джонсон и музыкант Бруно Мартелли.

## В ролях
| Актёр             | Роль               |
| ----------------- | ------------------ |
| Айрин Кара        | Коко Эрнандес      |
| Барри Миллер      | Ральф Гарси        |
| Пол Маккрейн      | Монтгомери Макнейл |
| Ли Каррери        | Бруно Мартелли     |
| Джин Энтони Рэй   | Лерой Джонсон      |
| Дебби Аллен       | Лидия Грант        |
| Лора Дин          | Лиза Монро         |
| Антония Франчески | Хилари ван Дорен   |
| Бойд Гейнс        | Майкл              |
| Альберт Хог       | Вениамин Шоровский |
| Энн Мира          | Миссис Шервуд      |
| Мэг Тилли         | танцовщица         |

## Награды и номинации

### Награды
- 1981 Премия «Оскар»
  - Лучшая оригинальная музыка — Майкл Гор
  - Лучшая песня («Fame») — Майкл Гор (музыка), Дин Пичфорд (слова)
- 1981 Премия «Золотой глобус»
  - Лучшая песня («Fame») — Майкл Гор (музыка), Дин Пичфорд (слова)

### Номинации
- 1981 Премия «Оскар»
  - Лучший монтаж
  - Лучшая песня («Out Here on My Own») — Майкл Гор (музыка), Лесли Гор (слова)
  - Лучший оригинальный сценарий — Кристофер Гор
  - Лучший звук
- 1981 Премия BAFTA
  - Лучшая режиссура — Алан Паркер
  - Лучший монтаж
- 1981 Премия «Сезар»
  - Лучшая иностранная картина — Алан Паркер
- 1981 Премия «Золотой глобус»
  - Лучший музыкальный фильм
  - Лучшая женская роль в музыкальном фильме — Айрин Кара
  - Лучший оригинальный саундтрек — Майкл Гор